# SK Sydsim
Sk Sydsim är en simklubb i Burlövs kommun, grundad 1971 med bas på Burlövsbadet.
Sydsim har en bred simskoleverksamhet med 1385 simskolebarn. Det finns även 18 masterssimmare i simklubben.
2013 lyckades Sydsim kvala sig upp till division 1 i seriesim där de slutade på en 5:e plats totalt. 2016 åkte Sydsim ur Seriesims division 1 igen efter en kvalförlust. Året därpå fortsatte raset och säsongen 2017/2018 fanns föreningen åter i division 3.

## Tävlingar klubben organiserar
Sydsim Swim Meet arrangeras på våren. Simmare från hela Sverige har kommit för att tävla i Burlövs 50-metersbassäng, men även simmare från Danmark, Norge och Kanada har deltagit. 
TYR Sprint Meet är en tävling som startade våren 2013. Den är till för senior-, junior- och ungdomssimmare och ligger tidigt under säsongen. Flera internationella simstjärnor brukar deltaga under tävlingshelgen.
Yellow Race arrangeras flera gånger per år och är en interntävling där klubbens simmare får utmana varandra i jakten på den "gula ledartröjan".